# 3. ŽNL Sisačko-moslavačka NS Novska 2012./13.
Prvenstvo se igralo dvokružno. Prvenstvo je osvojio NK Jedinstvo Drenov Bok, ali se nije plasiralo u viši rang, već se umjesto njega u 2. ŽNL Sisačko-moslavačku plasirala NK Croatia Stara Subocka.

## Tablica
| Mj. | Klub                           | Sus. | Pobj. | Nerj. | Por. | GR.   | Bod. |
| --- | ------------------------------ | ---- | ----- | ----- | ---- | ----- | ---- |
| 1.  | NK Jedinstvo Drenov Bok        | 14   | 11    | 0     | 3    | 46:20 | 33   |
| 2.  | NK Croatia Stara Subocka       | 14   | 9     | 1     | 4    | 40:21 | 28   |
| 3.  | NK Uštica                      | 14   | 8     | 3     | 3    | 29:15 | 27   |
| 4.  | NK Nafta Kozarice              | 14   | 8     | 0     | 6    | 37:28 | 24   |
| 5.  | NK Una-Mladost Hrvatska Dubica | 14   | 6     | 1     | 7    | 22:21 | 19   |
| 6.  | NK Slavonija Brestača          | 14   | 5     | 3     | 6    | 37:40 | 18   |
| 7.  | NK Croatia Krivaj              | 14   | 3     | 4     | 7    | 22:36 | 13   |
| 8.  | NK Naprijed Krapje             | 14   | 0     | 0     | 14   | 9:61  | 0    |